# 1. Fußball-Club Köln 01/07 1995-1996
Questa voce raccoglie le informazioni riguardanti il 1. Fußball-Club Köln 01/07 nelle competizioni ufficiali della stagione 1995-1996.

## Stagione
Nella stagione 1995-1996 il Colonia, allenato da Morten Olsen, Stefan Engels e Peter Neururer, concluse il campionato di Bundesliga al 12º posto. In Coppa di Germania il Colonia fu eliminato al primo turno dalla SpVgg Beckum. In Coppa Intertoto il Colonia fu eliminato agli ottavi di finale dal Tirol Innsbruck.

## Rosa
| N. |                      | Ruolo | Calciatore           |
| -- | -------------------- | ----- | -------------------- |
| 1  | Germania (bandiera)  | P     | Bodo Illgner         |
| 2  | Germania (bandiera)  | D     | Dietmar Beiersdorfer |
| 3  | Germania (bandiera)  | D     | Karsten Baumann      |
| 4  | Germania (bandiera)  | C     | Ralf Hauptmann       |
| 5  | Germania (bandiera)  | C     | Patrick Weiser       |
| 6  | Germania (bandiera)  | C     | Olaf Janßen          |
| 7  | Germania (bandiera)  | C     | Martin Braun         |
| 8  | Germania (bandiera)  | C     | Rico Steinmann       |
| 9  | Austria (bandiera)   | A     | Anton Polster        |
| 10 | Romania (bandiera)   | C     | Dorinel Munteanu     |
| 12 | Argentina (bandiera) | D     | Christian Dollberg   |
| 13 | Germania (bandiera)  | D     | Janosch Dziwior      |
| 14 | Danimarca (bandiera) | D     | Henrik Andersen      |
| 15 | Germania (bandiera)  | A     | Holger Gaißmayer     |

| N. |                      | Ruolo | Calciatore       |
| -- | -------------------- | ----- | ---------------- |
| 16 | Germania (bandiera)  | P     | Michael Kraft    |
| 17 | Nigeria (bandiera)   | C     | Sunday Oliseh    |
| 19 | Guinea (bandiera)    | C     | Pablo Thiam      |
| 20 | Germania (bandiera)  | D     | Marcell Fensch   |
| 21 | Germania (bandiera)  | D     | Thomas Cichon    |
| 22 | Germania (bandiera)  | C     | Michael Rösele   |
| 23 | Danimarca (bandiera) | C     | Bjarne Goldbæk   |
| 24 | Germania (bandiera)  | C     | Christian Wolski |
| 25 | Polonia (bandiera)   | C     | Tomasz Zdebel    |
| 26 | Germania (bandiera)  | C     | Marco Weller     |
| 28 | Germania (bandiera)  | D     | Reinhard Stumpf  |
| 29 | Germania (bandiera)  | A     | Stefan Kohn      |
| 32 | Germania (bandiera)  | C     | Reinhold Breu    |

## Organigramma societario
Area tecnica
- Allenatore: Peter Neururer
- Allenatore in seconda:
- Preparatore dei portieri: Rolf Herings
- Preparatori atletici:

## Calciomercato

### Sessione estiva
| Acquisti | Acquisti           | Acquisti           | Acquisti |
| R.       | Nome               | da                 | Modalità |
| -------- | ------------------ | ------------------ | -------- |
| D        | Thomas Cichon      | Schwarz-Weiß Essen |          |
| D        | Christian Dollberg | Lanús              |          |
| D        | Marcell Fensch     | BFC Dynamo         |          |
| A        | Holger Gaißmayer   | RW Oberhausen      |          |
| A        | Stefan Kohn        | Schalke 04         |          |
| C        | Dorinel Munteanu   | Cercle Bruges      |          |
| C        | Sunday Oliseh      | Reggiana           |          |
| C        | Marco Weller       | Colonia (juniores) |          |

| Cessioni | Cessioni        | Cessioni           | Cessioni |
| R.       | Nome            | a                  | Modalità |
| -------- | --------------- | ------------------ | -------- |
| C        | Wolfgang Rolff  | Fortuna Colonia    |          |
| C        | Frank Greiner   | Kaiserslautern     |          |
| C        | Horst Heldt     | Monaco 1860        |          |
| D        | Alfons Higl     | Fortuna Colonia    |          |
| A        | Carsten Jancker | Rapid Vienna       |          |
| C        | Andrzej Rudy    | Bochum             |          |
| D        | Mirko Stark     | Wattenscheid 09 II |          |

### Sessione invernale
| Acquisti | Acquisti             | Acquisti     | Acquisti |
| R.       | Nome                 | da           | Modalità |
| -------- | -------------------- | ------------ | -------- |
| D        | Dietmar Beiersdorfer | Werder Brema |          |

| Cessioni | Cessioni             | Cessioni         | Cessioni |
| R.       | Nome                 | a                | Modalità |
| -------- | -------------------- | ---------------- | -------- |
| A        | Dariusz Dziekanowski | Polonia Varsavia |          |
| A        | Bruno Labbadia       | Werder Brema     |          |

## Risultati

### Bundesliga

#### Girone di andata
| Arbitro: | Scheuerer |

|  |           |            |
|  | Marcatori | 75’ Mulder |

| Arbitro: | Steinborn |

|          |           |            |
| Mill 30’ | Marcatori | 61’ Janßen |

| Arbitro: | Buchhart |

|                               |           |                         |
| Polster 34’, 68’ Labbadia 51’ | Marcatori | 52’ Henchoz 62’ Albertz |

| Arbitro: | Berg |

|            |           |  |
| Häßler 82’ | Marcatori |  |

| Colonia 8 settembre 1995, ore 20:00 CEST 5ª giornata | Colonia | 0 – 0 referto | Uerdingen 05 | Müngersdorfer Stadion (16 000 spett.)\| Arbitro: \| Hufgard \| |
| Arbitro:                                             | Hufgard |               |              |                                                                |

| Arbitro: | Merk |

|                      |           |            |
| Winkler 4’ Nowak 76’ | Marcatori | 6’ Baumann |

| Arbitro: | Fleske |

|                    |           |             |
| Polster 75’ (rig.) | Marcatori | 40’ Wassmer |

| Arbitro: | Best |

|            |           |             |
| Hengen 10’ | Marcatori | 34’ Polster |

| Arbitro: | Steinborn |

|                            |           |                         |
| Munteanu 34’ Gaißmayer 66’ | Marcatori | 11’ Feldhoff 37’ Sérgio |

| Arbitro: | Kasper |

|                                  |           |  |
| Kohler 60’ Zorc 71’ Herrlich 83’ | Marcatori |  |

| Arbitro: | Scheuerer |

|  |           |                            |
|  | Marcatori | 39’ Pflipsen 68’ Effenberg |

| Arbitro: | Habermann |

|                                              |           |                                     |
| Scharping 57’ (rig.) Pröpper 71’ Trulsen 81’ | Marcatori | 9’ Polster 54’ Munteanu 75’ Dziwior |

| Arbitro: | Malbranc |

|                           |           |                     |
| Gaißmayer 57’ Goldbæk 72’ | Marcatori | 62’ Bobic 79’ Élber |

| Arbitro: | Strampe |

|            |           |  |
| Becker 73’ | Marcatori |  |

| Colonia 26 novembre 1995, ore 18:00 CET 15ª giornata | Colonia  | 0 – 0 referto | Bayern Monaco | Müngersdorfer Stadion (54 000 spett.)\| Arbitro: \| Fröhlich \| |
| Arbitro:                                             | Fröhlich |               |               |                                                                 |

| Arbitro: | Buchhart |

|  |           |          |
|  | Marcatori | 88’ Kohn |

| Arbitro: | Krug |

|                           |           |  |
| Kohn 45’ Polster 73’, 90’ | Marcatori |  |

#### Girone di ritorno
| Gelsenkirchen 5 marzo 1996, ore 20:00 CET 18ª giornata | Schalke 04 | 0 – 0 referto | Colonia | Parkstadion (33 800 spett.)\| Arbitro: \| Albrecht \| |
| Arbitro:                                               | Albrecht   |               |         |                                                       |

| Colonia 14 febbraio 1996, ore 20:00 CET 19ª giornata | Colonia   | 0 – 0 referto | Fortuna Düsseldorf | Müngersdorfer Stadion (22 000 spett.)\| Arbitro: \| Werthmann \| |
| Arbitro:                                             | Werthmann |               |                    |                                                                  |

| Amburgo 19 marzo 1996, ore 19:30 CET 20ª giornata | Amburgo | 0 – 0 referto | Colonia | Volksparkstadion (20 644 spett.)\| Arbitro: \| Zerr \| |
| Arbitro:                                          | Zerr    |               |         |                                                        |

| Arbitro: | Pohlmann |

|  |           |               |
|  | Marcatori | 72’ Kir'jakov |

| Arbitro: | Strampe |

|            |           |                    |
| Leśniak 2’ | Marcatori | 77’ (rig.) Polster |

| Arbitro: | Fleske |

|                      |           |  |
| Kohn 47’ Goldbæk 80’ | Marcatori |  |

| Arbitro: | Malbranc |

|                                  |           |  |
| Decheiver 68’ (rig.) Wassmer 81’ | Marcatori |  |

| Arbitro: | Heynemann |

|  |           |           |
|  | Marcatori | 8’ Wagner |

| Arbitro: | Berg |

|             |           |                              |
| Kirsten 30’ | Marcatori | 10’ Beiersdorfer 87’ Polster |

| Colonia 9 aprile 1996, ore 20:00 CEST 27ª giornata | Colonia   | 0 – 0 referto | Borussia Dortmund | Müngersdorfer Stadion (53 000 spett.)\| Arbitro: \| Habermann \| |
| Arbitro:                                           | Habermann |               |                   |                                                                  |

| Arbitro: | Best |

|                          |           |            |
| Wynhoff 45’ Klinkert 75’ | Marcatori | 60’ Janßen |

| Arbitro: | Steinborn |

|               |           |  |
| Gaißmayer 88’ | Marcatori |  |

| Arbitro: | Kemmling |

|  |           |             |
|  | Marcatori | 56’ Polster |

| Arbitro: | Krug |

|                                   |           |  |
| Kohn 29’ Munteanu 81’ (rig.), 87’ | Marcatori |  |

| Arbitro: | Zerr |

|                                  |           |                                        |
| Kostadinov 4’, 61’ Klinsmann 53’ | Marcatori | 48’ (aut.) Matthäus 73’ (rig.) Polster |

| Arbitro: | Fröhlich |

|                   |           |                        |
| Baiano 30’ (aut.) | Marcatori | 66’, 76’ (rig.) Basler |

| Arbitro: | Krug |

|  |           |               |
|  | Marcatori | 72’ Gaißmayer |

### Coppa di Germania
| Arbitro: | Kemmling |

|                                          |                      |                                          |
| Hardes Klingen Korek Graskamp Beckstedde | Tiri di rigore 4 – 3 | Polster Kohn Dollberg Steinmann Labbadia |

### Coppa Intertoto

#### Fase a gironi
| Växjö 24 giugno 1995, ore CEST 1ª giornata | Öster  | 0 – 0 referto | Colonia | Värendsvallen (804 spett.)\| Arbitro: \| Granat \| |
| Arbitro:                                   | Granat |               |         |                                                    |

| 2 luglio 1995 2ª giornata |  | – Turno di riposo |  |  |

| Arbitro: | Luijten |

|                          |           |                                 |
| Labbadia 12’ Baumann 14’ | Marcatori | 28’ (rig.) Wolf 72’ Aleksandrov |

| Arbitro: | Stuchlik |

|  |           |             |
|  | Marcatori | 16’ Polster |

| Arbitro: | Fisker |

|                                                                   |           |  |
| Munteanu 4’, 51’ Labbadia 10’, 30’, 83’ Polster 37’, 58’ Kohn 88’ | Marcatori |  |

#### Fase ad eliminazione diretta
| Arbitro: | Veissière |

|              |           |                     |
| Munteanu 34’ | Marcatori | 23’, 44’, 55’ Cerny |

## Statistiche

### Statistiche di squadra
| Competizione      | Punti | In casa | In casa | In casa | In casa | In casa | In casa | In trasferta | In trasferta | In trasferta | In trasferta | In trasferta | In trasferta | Totale | Totale | Totale | Totale | Totale | Totale | DR |
| Competizione      | Punti | G       | V       | N       | P       | Gf      | Gs      | G            | V            | N            | P            | Gf           | Gs           | G      | V      | N      | P      | Gf     | Gs     | DR |
| ----------------- | ----- | ------- | ------- | ------- | ------- | ------- | ------- | ------------ | ------------ | ------------ | ------------ | ------------ | ------------ | ------ | ------ | ------ | ------ | ------ | ------ | -- |
| Bundesliga        | 40    | 17      | 5       | 7       | 5       | 18      | 14      | 17           | 4            | 6            | 7            | 15           | 21           | 34     | 9      | 13     | 12     | 33     | 35     | -2 |
| Coppa di Germania | -     | 0       | 0       | 0       | 0       | 0       | 0       | 1            | 0            | 1            | 0            | 0            | 0            | 1      | 0      | 1      | 0      | 0      | 0      | 0  |
| Coppa Intertoto   | -     | 3       | 1       | 1       | 1       | 11      | 5       | 1            | 1            | 0            | 0            | 1            | 0            | 4      | 2      | 1      | 1      | 12     | 5      | +7 |
| Totale            | 40    | 20      | 6       | 8       | 6       | 29      | 19      | 19           | 5            | 7            | 7            | 16           | 21           | 39     | 11     | 15     | 13     | 45     | 40     | +5 |

### Andamento in campionato
| Giornata  | 1  | 2  | 3 | 4  | 5  | 6  | 7  | 8  | 9  | 10 | 11 | 12 | 13 | 14 | 15 | 16 | 17 | 18 | 19 | 20 | 21 | 22 | 23 | 24 | 25 | 26 | 27 | 28 | 29 | 30 | 31 | 32 | 33 | 34 |
| --------- | -- | -- | - | -- | -- | -- | -- | -- | -- | -- | -- | -- | -- | -- | -- | -- | -- | -- | -- | -- | -- | -- | -- | -- | -- | -- | -- | -- | -- | -- | -- | -- | -- | -- |
| Luogo     | C  | T  | C | T  | C  | T  | C  | T  | C  | T  | C  | T  | C  | T  | C  | T  | C  | T  | C  | T  | C  | T  | C  | T  | C  | T  | C  | T  | C  | T  | C  | T  | C  | T  |
| Risultato | P  | N  | V | P  | N  | P  | N  | N  | N  | P  | P  | N  | N  | P  | N  | V  | V  | N  | N  | N  | P  | N  | V  | P  | P  | V  | N  | P  | V  | V  | V  | P  | P  | V  |
| Posizione | 16 | 14 | 9 | 14 | 13 | 14 | 14 | 15 | 14 | 17 | 17 | 17 | 17 | 17 | 18 | 17 | 13 | 13 | 14 | 15 | 15 | 15 | 15 | 16 | 17 | 14 | 15 | 15 | 14 | 14 | 12 | 14 | 15 | 12 |

Legenda:

Luogo: C = Casa; T = Trasferta. Risultato: V = Vittoria; N = Pareggio; P = Sconfitta.

### Statistiche dei giocatori
| Giocatore       | Bundesliga | Bundesliga | Bundesliga  | Bundesliga | Coppa di Germania | Coppa di Germania | Coppa di Germania | Coppa di Germania | Coppa Intertoto | Coppa Intertoto | Coppa Intertoto | Coppa Intertoto | Totale   | Totale | Totale      | Totale     |
| Giocatore       | Presenze   | Reti       | Ammonizioni | Espulsioni | Presenze          | Reti              | Ammonizioni       | Espulsioni        | Presenze        | Reti            | Ammonizioni     | Espulsioni      | Presenze | Reti   | Ammonizioni | Espulsioni |
| --------------- | ---------- | ---------- | ----------- | ---------- | ----------------- | ----------------- | ----------------- | ----------------- | --------------- | --------------- | --------------- | --------------- | -------- | ------ | ----------- | ---------- |
| H. Andersen     | 11         | 0          | 1           | 0          | 1                 | 0                 | 1                 | 0                 | 2               | 0               | 0               | 0               | 14       | 0      | 2           | 0          |
| K. Baumann      | 27         | 1          | 5           | 1          | 1                 | 0                 | 0                 | 1                 | 5               | 1               | 2               | 0               | 33       | 2      | 7           | 2          |
| D. Beiersdorfer | 16         | 1          | 5           | 0          | 0                 | 0                 | 0                 | 0                 | 0               | 0               | 0               | 0               | 16       | 1      | 5           | 0          |
| M. Braun        | 20         | 0          | 4           | 0          | 1                 | 0                 | 0                 | 0                 | 5               | 0               | 0               | 0               | 26       | 0      | 4           | 0          |
| R. Breu         | 0          | 0          | 0           | 0          | 0                 | 0                 | 0                 | 0                 | 0               | 0               | 0               | 0               | 0        | 0      | 0           | 0          |
| T. Cichon       | 17         | 0          | 7           | 0          | 0                 | 0                 | 0                 | 0                 | 1               | 0               | 0               | 0               | 18       | 0      | 7           | 0          |
| C. Dollberg     | 11         | 0          | 1           | 0          | 1                 | 0                 | 0                 | 0                 | 2               | 0               | 0               | 0               | 14       | 0      | 1           | 0          |
| D. Dziekanowski | 0          | 0          | 0           | 0          | 0                 | 0                 | 0                 | 0                 | 0               | 0               | 0               | 0               | 0        | 0      | 0           | 0          |
| J. Dziwior      | 20         | 1          | 2           | 0          | 1                 | 0                 | 0                 | 0                 | 5               | 0               | 1               | 0               | 26       | 1      | 3           | 0          |
| M. Fensch       | 0          | 0          | 0           | 0          | 0                 | 0                 | 0                 | 0                 | 0               | 0               | 0               | 0               | 0        | 0      | 0           | 0          |
| H. Gaißmayer    | 23         | 4          | 1           | 0          | 0                 | 0                 | 0                 | 0                 | 1               | 0               | 0               | 0               | 24       | 4      | 1           | 0          |
| B. Goldbæk      | 16         | 2          | 1           | 0          | 0                 | 0                 | 0                 | 0                 | 1               | 0               | 0               | 0               | 17       | 2      | 1           | 0          |
| R. Hauptmann    | 25         | 0          | 5           | 1          | 0                 | 0                 | 0                 | 0                 | 5               | 0               | 0               | 0               | 30       | 0      | 5           | 1          |
| B. Illgner      | 34         | 0          | 4           | 0          | 1                 | 0                 | 0                 | 0                 | 5               | 0               | 1               | 1               | 40       | 0      | 5           | 1          |
| C. Jancker      | 0          | 0          | 0           | 0          | 0                 | 0                 | 0                 | 0                 | 1               | 0               | 0               | 0               | 1        | 0      | 0           | 0          |
| O. Janßen       | 21         | 2          | 6           | 0          | 0                 | 0                 | 0                 | 0                 | 3               | 0               | 1               | 0               | 24       | 2      | 7           | 0          |
| S. Kohn         | 30         | 4          | 4           | 0          | 1                 | 0                 | 0                 | 0                 | 2               | 1               | 0               | 0               | 33       | 5      | 4           | 0          |
| M. Kraft        | 0          | 0          | 0           | 0          | 0                 | 0                 | 0                 | 0                 | 1               | 0               | 0               | 0               | 1        | 0      | 0           | 0          |
| B. Labbadia     | 8          | 1          | 0           | 0          | 1                 | 0                 | 0                 | 0                 | 5               | 4               | 0               | 0               | 14       | 5      | 0           | 0          |
| D. Munteanu     | 33         | 4          | 4           | 0          | 1                 | 0                 | 0                 | 0                 | 4               | 3               | 0               | 0               | 38       | 7      | 4           | 0          |
| S. Oliseh       | 24         | 0          | 5           | 1          | 0                 | 0                 | 0                 | 0                 | 0               | 0               | 0               | 0               | 24       | 0      | 5           | 1          |
| T. Polster      | 28         | 11         | 2           | 1          | 1                 | 0                 | 0                 | 0                 | 4               | 3               | 2               | 0               | 33       | 14     | 4           | 1          |
| W. Rolff        | 0          | 0          | 0           | 0          | 0                 | 0                 | 0                 | 0                 | 1               | 0               | 0               | 0               | 1        | 0      | 0           | 0          |
| M. Rösele       | 7          | 0          | 0           | 0          | 0                 | 0                 | 0                 | 0                 | 1               | 0               | 0               | 0               | 8        | 0      | 0           | 0          |
| R. Steinmann    | 17         | 0          | 4           | 1          | 1                 | 0                 | 1                 | 0                 | 5               | 0               | 0               | 0               | 23       | 0      | 5           | 1          |
| R. Stumpf       | 13         | 0          | 3           | 0          | 0                 | 0                 | 0                 | 0                 | 2               | 0               | 0               | 0               | 15       | 0      | 3           | 0          |
| P. Thiam        | 23         | 0          | 4           | 2          | 1                 | 0                 | 0                 | 0                 | 3               | 0               | 2               | 0               | 27       | 0      | 6           | 2          |
| P. Weiser       | 12         | 0          | 0           | 1          | 0                 | 0                 | 0                 | 0                 | 2               | 0               | 0               | 0               | 14       | 0      | 0           | 1          |
| M. Weller       | 0          | 0          | 0           | 0          | 0                 | 0                 | 0                 | 0                 | 0               | 0               | 0               | 0               | 0        | 0      | 0           | 0          |
| C. Wolski       | 6          | 0          | 0           | 0          | 0                 | 0                 | 0                 | 0                 | 0               | 0               | 0               | 0               | 6        | 0      | 0           | 0          |
| T. Zdebel       | 23         | 0          | 1           | 0          | 1                 | 0                 | 0                 | 0                 | 3               | 0               | 1               | 0               | 27       | 0      | 2           | 0          |